# The Blue Meanie
Pour les articles homonymes, voir Heffron.
Brian Heffron (né le 18 mai 1973 à Atlantic City) plus connu sous le nom de The Blue Meanie est un catcheur américain. Il est principalement connu pour son travail à l'Extreme Championship Wrestling de 1995 à 1998 où il forme avec Stevie Richards et Nova (en) le clan Blue World Order (bWo) qui parodie le New World Order de la World Championship Wrestling.

## Carrière de catcheur

### Débuts etExtreme Championship Wrestling(1994-1998)
Heffron s'entraîne à l'école de catch d'Al Snow et commence sa carrière dans le Midwest. En 1995, il rencontre Raven et Stevie Richards qui le fait venir à l' Extreme Championship Wrestling (ECW).
Il apparaît pour la première fois à l'ECW le 18 novembre 1995 durant November to Remember sous le nom de The Blue Meanie où il aide Stevie Richards à vaincre El Puerto Riqueño (en). Il devient le laquais de Richards et font avec Nova (en) diverses entrées parodiques notamment avant les combats de Raven. Une des parodies les plus notables est celle du groupe KISS.
Le 16 novembre 1996 à November to Remember, The Blue Meanie avec Richards et Nova entrent en parodiant le New World Order et forme le Blue World Order (bWo). Cette parodie avec The Blue Meanie incarnant Scott Hall, Nova (en) en Hulk Hogan et Stevie Richards en Kevin Nash plait au public.
Au début de 1997, l'ECW et la World Wrestling Federation (WWF) organise une invasion de Monday Night Raw par les catcheurs de l'ECW le 24 février. Le Blue World Order y participe et The Blue Meanie et Nova (en) accompagnent Stevie Richards pour son combat face à Little Guido. Il reste à l'ECW jusqu'à la fin de l'année 1998 avant d'aller à la WWF.

### World Wrestling Federation(1998-2000)
The Blue Meanie rejoint la World Wrestling Federation (WWF) en décembre 1998 et forme The J.O.B. Squad (en) avec Al Snow, Bob Holly, Duane Gill et Scorpio.
Il change de nom de ring pour celui de Bluedust et provoque Goldust après sa défaite face à Gillberg le 13 février 1999. Ils s'affrontent le lendemain au cours de St. Valentine's Day Massacre et Goldust sort vainqueur de ce combat. Il reprend le nom de ring de The Blue Meanie et le 2 septembre il fait équipe avec Stevie Richards et participent à un match opposant plusieurs équipes à élimination remporté par Droz et Prince Albert.

## Vie privée
Brian Heffron est l'ex petit ami de l'actrice de film pornographique et catcheuse Jasmin St. Claire.

## Palmarès

### Championnats
- Allied Powers Wrestling Federation (APWF)
  - 1 fois champion poids lourd de l'APWF[11]
- Cleveland All-Pro Wrestling (CAPW)
  - 1 fois champion de la CAPW[12]
- Memphis Championship Wrestling (MCW)
  - 1 fois champion du Sud par équipes de la MCW avec Jim Neidhart[13]
- National Wrestling Alliance Championship Wrestling America
  - 1 fois champion du monde poids des poids mi-lourd de la NWA[14]
- Pro Wrestling eXpress (PWX)
  - 1 fois champion par équipes de la PWX avec Stevie Richards[15]
- Revolution Pro Wrestling (RPW)
  - 1 fois champion de Lucha libre mexicaine poids lourd[16]
- Steel City Wrestling (SCW)
  - 3 fois champion par équipes de la SCW avec Stevie Richards, Cactus Jack et Nova (en)[17]
  - 1 fois champion Télévision de la SCW[18]
- West Coast Wrestling Connection (WCWC)
  - 1 fois champion Pacific Northwest de la WCWC[19]

### Luchas de apuetas
| # | Résultat                      | Enjeu   | Adversaire (enjeu)    | Date              | Lieu              | Notes                                               |
| - | ----------------------------- | ------- | --------------------- | ----------------- | ----------------- | --------------------------------------------------- |
| 1 | Double décompte à l'extérieur | Cheveux | Shawn Brown (cheveux) | 16 septembre 1994 | Taylor (Michigan) | The Blue Meanie lutte sous le nom de Brian Rollins. |

## Récompenses des magazines et distinctions
- Hardcore Hall of Fame
  - Membre du Hall of Fame (promotion 2014)[21]
- Pro Wrestling Illustrated

| Année | 1995 | 1996        | 1997 | 1998 | 1999 | 2000 | 2001 | 2002 | 2003 | 2004 |
| ----- | ---- | ----------- | ---- | ---- | ---- | ---- | ---- | ---- | ---- | ---- |
| Rang  | 434  | 256         | 234  | 216  | 205  | 192  | 161  | 143  | 247  | 234  |
| Année | 2005 | 2006 à 2009 | 2010 | 2011 |      |      |      |      |      |      |
| Rang  | 227  | Non classé  | 321  | 342  |      |      |      |      |      |      |